# Nishada testaceoflava
Nishada testaceoflava là một loài bướm đêm thuộc phân họ Arctiinae, họ Erebidae.